# Sanitetski vlak
Sanitetski vlak, odnosno bolnički vlak (engl. Hospital train), je spoj specijalno opremljenih vagona koje vuče ili gura lokomotiva. Osigurava udoban smještaj, smanjuje štetne posljedice transporta i omogućuje relativno brzo prebacivanje u sanitetske (zdravstvene) ustanove. Namijenjen je za prijevoz ranjenika i bolesnika u ratnim sukobima, prirodnim katastrofama i epidemijama zaraznih bolesti. Pod prijevoz se podrazumijeva prebacivanje bolesnika i ranjenika s jednog mjesta na drugo iz sigurnosnih ili medicinskih razloga, gdje će im se sačuvati život i biti ukazana odgovarajuća medicinska pomoć.
Svaki sanitetski vlak mora biti dobro opremljem svom potrebnom medicinskom opremom te treba imati nekoliko timova liječnika. Pravni položaj sanitetskog vlaka u ratu uređen je Ženevskom konvencijom za poboljšanje položaja ranjenika i bolesnika u oružanim snagama u ratu od 12. kolovoza 1949. Prema odredbama ove konvencije svi transporti ranjenika i bolesnika moraju biti obilježeni vidljivim znakom Crvenog križa.

## Povijest
Sanitetski vlak za pomoć ranjenicima i bolesnika prvi su primijenili britanci 1856. za vrijeme Krimskog rata. U mnogim zemljama svijeta, tijekom druge polovice 19. stoljeća, sa sve većim razvojem željezničkog prometa, sve više primjenjuju sanitetski vlakovi za prijevoz ranjenika i bolesnika u mnogim ratnim sukobima.

## Sanitetski vlakovi danas
Razvoj putnih, vodenih i zračnih komunikacija i sve suvremenijih sredstava za medicinsku evakuaciju ranjenika i bolesnika, bitno je utjecalo da sanitetski vlakovi danas izgube na značaju u odnosu na onaj koji su imali u svjetskim ratovima. 
Sanitetski vlakovi, naročito adaptirani, ostaju (posebno u zemljama s velikim prostranstvom državnog teritorija) prikladno sredstvo za evakuaciju ranjenih/ozljeđenih i bolesnika kojima nije nužna hitna evakuacija zračnim putem. Zato danas u cijelom svijetu sanitetski vlakovi dobivaju drugu, najčešće preventivnomedicinsku namjenu u liječenju i zaštiti zdravlja ljudi u ugroženim ili nedovoljno razvijenim područjima, s niskom zdravstvenom zaštitom i bez profesionalnih zdravstvenih ustanova). 